# Claude Le Sauteur
Claude Le Sauteur (* 7. Oktober 1926 in Rivière-Pentecôte, Québec, Kanada; † 29. November 2007) war ein kanadischer Maler, der für seine lebhaften Darstellungen von Natur, ländlichem Leben und Traditionen bekannt ist.

## Leben
Claude Le Sauteur wuchs in verschiedenen Städten Québecs auf, darunter Clermont, Beaupré, La Tuque und Trois-Rivières. Von 1945 bis 1950 studierte er an der École des Beaux-Arts de Québec bei Jean Paul Lemieux und Jean Dallaire. Nach seinem Abschluss arbeitete er bis 1980 in der Werbebranche, was seinen künstlerischen Stil beeinflusste. 1986 ließ er sich in der Region Charlevoix nieder, wo er bis zu seinem Tod lebte.

## Werk
Das Werk von Claude Le Sauteur zeichnet sich durch einen dynamischen Einsatz von Licht, Farbe und Transparenz aus. Er schuf Gemälde, Grafiken, Illustrationen und Buchillustrationen. Le Sauteur schuf solide, vielschichtige Kompositionen, in denen die Kurve einer Schulter, die Kurve eines Berges, menschliche Formen und Wälder, Landschaften und Menschen ineinander übergehen, verschmelzen und fesseln. Sein Werk ist geprägt von Rhythmus, Dynamik und einer sehr zeitgenössischen Interpretation.

## Auszeichnungen
Claude Le Sauteur erhielt zahlreiche Auszeichnungen für seine Verdienste um die kanadische Kunstszene. Er war Mitglied der Royal Canadian Academy of Arts (RCA) und wurde zum Chevalier de l'Ordre national du Québec (CQ) sowie zum Member of the Order of Canada (CM) ernannt.